# Saison 1 des Mystères de Laura
Chronologie
Saison 2
Cet article présente le guide des épisodes de la première saison de la série télévisée américaine Les Mystères de Laura (The Mysteries of Laura).

## Généralités
- La saison a été diffusée du 17 septembre 2014 au 20 mai 2015 par le réseau NBC.
- Au Canada, les trois premiers épisodes sont diffusés en simultanée sur le réseau CTV, puis en simultané sur CTV Two.
- Le 28 octobre 2014, NBC commande une saison complète de 22 épisodes[1].

### Synopsis
Laura Diamond est une brillante détective du NYPD qui vit sa vie à 200 km à l’heure! Ayant un esprit aiguisé et un flair du tonnerre, cette Colombo des temps modernes n’est pas du genre à se laisser malmener, que ce soit par les suspects dans ses enquêtes ou par son coéquipier. Elle doit aussi conjuguer avec un chaos constant dans sa vie personnelle. Maman de jeunes jumeaux indisciplinés, Laura est en pleine instance de divorce avec un mari, aussi policier, qui lui complique la tâche en refusant de signer les papiers.

## Distribution

### Acteurs principaux
- Debra Messing (VF : Emmanuèle Bondeville) : Détective Laura Diamond
- Josh Lucas (VF : Tony Joudrier) : Lieutenant/Capitaine Jake Broderick
- Laz Alonso (VF : Olivier Cordina) : Détective Billy Soto
- Janina Gavankar (VF : Stéphanie Hédin) : Détective Meredith Bose
- Max Jenkins (en) (VF : Thibaut Lacour) : Max Carnegie
- Meg Steedle (en) (VF : Kelly Marot) : Détective Francesca « Frankie » Pulaski[2] (depuis l'épisode 15)

### Acteurs récurrents et invités
- Charles et Vincent Reina : Nicholas et Harrison Broderick, les jumeaux de Laura et Jake
- Marc Webster : (VF : Bruno Henry) Reynaldo West
- Kahyun Kim : Sammi, la nanny de Nicholas et Harrison[3] (épisodes 2 et 3)
- Robert Klein (VF : Bernard Métraux) : Leo Diamond, père du Détective Laura Diamond (épisodes 7, 13 et 22)
- Alysia Joy Powell : Alicia, la nanny de Nicholas et Harrison (7 épisodes à partir du 9e)
- Neal Bledsoe (VF : Marc Arnaud) : Tony Abbott (8 épisodes à partir du 11e)
- Kelly Rutherford : Lisa Hanlon[4] (épisode 14)
- Eric McCormack : Dr Andrew Devlin[5] (épisode 16)
- Frankie Muniz : lui-même[6] (épisode 20)
- Melissa Joan Hart : KC Moss[7] (épisode 21)
- Steve Guttenberg : lui-même[8] (épisode 21)
- Janel Parrish : Jillian Havenmeyer (épisode 20)

## Liste des épisodes

### Épisode 1:La Méthode Diamond
- États-Unis /  Canada : 17 septembre 2014 sur NBC[9] / CTV[10]
- Québec : 3 septembre 2015 sur Séries+
- Belgique : 10 septembre 2015 sur La Une
- Suisse : 29 novembre 2015 sur RTS Un[11]
- France : 2 mars 2016 sur TF1[12]

- États-Unis : 10,19 millions de téléspectateurs[13] (première diffusion)
- Canada : 1,581 million de téléspectateurs[14] (première diffusion + différé 7 jours)
- France : 2,74 millions de téléspectateurs[15] (première diffusion)

- Enrico Colantoni : Dan Hauser
- Patrick Breen : Erik Walden
- Jenny Powers : DeeDee Walden
- Scott Decker : Brad Walden
- Miriam Shor : Eleanor Caldecott

### Épisode 2:Solidarité féminine
- États-Unis /  Canada : 24 septembre 2014 sur NBC / CTV
- Belgique : 10 septembre 2015 sur La Une
- Québec : 10 septembre 2015 sur Séries+
- Suisse : 6 décembre 2015 sur RTS Un
- France : 2 mars 2016 sur TF1

- États-Unis : 10,01 millions de téléspectateurs[16] (première diffusion)
- Canada : 1,561 million de téléspectateurs[17] (première diffusion + différé 7 jours)
- France : 1,78 million de téléspectateurs[15] (première diffusion)

- Kahyun Kim : Sammi
- Bhavesh Patel : Kevin
- Lorenzo Pisoni : Michael Devlin
- Burke Moses : Peter Chase
- Kaili Vernoff : Jenny

### Épisode 3:Le Bar de motards
- États-Unis /  Canada : 1er octobre 2014 sur NBC / CTV
- Belgique : 17 septembre 2015 sur La Une
- Québec : 17 septembre 2015 sur Séries+
- Suisse : 6 décembre 2015 sur RTS Un
- France : 2 mars 2016 sur TF1

- États-Unis : 8,98 millions de téléspectateurs[18] (première diffusion)
- Canada : 1,593 million de téléspectateurs[19] (première diffusion + différé 7 jours)
- France : 1,26 million de téléspectateurs[15] (première diffusion)

- Polly Draper : Ruby Patsh
- Desmin Borges (en) : Eddie Fainlen
- Kahyun Kim : Sammi
- Steve Routman : Cyrus Speeler

### Épisode 4:Avocat du diable
- États-Unis /  Canada : 8 octobre 2014 sur NBC / CTV Two[20]
- Belgique : 17 septembre 2015 sur La Une
- Québec : 24 septembre 2015 sur Séries+
- Suisse : 13 décembre 2015 sur RTS Un
- France : 9 mars 2016 sur TF1

- États-Unis : 8,69 millions de téléspectateurs[21] (première diffusion)
- France : 2,34 millions de téléspectateurs[22] (première diffusion)

- Wallace Shawn : Kenneth Walters
- Dan Butler : Calvin Gold
- Dillan Arrick : Caitlin Coyne
- Jason Alan Carvell : Mike Jameson

### Épisode 5:Dans le bain
- États-Unis /  Canada : 15 octobre 2014 sur NBC / CTV Two
- Belgique : 24 septembre 2015 sur La Une
- Québec : 1er octobre 2015 sur Séries+
- Suisse : 13 décembre 2015 sur RTS Un
- France : 9 mars 2016 sur TF1

- États-Unis : 8,67 millions de téléspectateurs[23] (première diffusion)
- France : 1,40 million de téléspectateurs[22] (première diffusion)

- Courtney Henggeler : Nora
- Adam Shapiro : Cody Roberts / Mark Harris
- Sondra James (en) : Lillian Greenberg
- Johnny Hopkins : Spike

### Épisode 6:Tapis rouge pour Laura
- États-Unis /  Canada : 22 octobre 2014 sur NBC / CTV Two
- Belgique : 24 septembre 2015 sur La Une
- Québec : 8 octobre 2015 sur Séries+
- Suisse : 3 janvier 2016 sur RTS Un
- France : 9 mars 2016 sur TF1

- États-Unis : 8,25 millions de téléspectateurs[24] (première diffusion)
- France : 911 000 téléspectateurs[22] (première diffusion)

- Gilles Marini : Tom Burke
- Nicole Ansari-Cox : Gabriella Luca
- Rona Figueroa : Allison Torres
- Wakeema Hollis : Natalie Marquez

### Épisode 7:Cartes en main
- États-Unis /  Canada : 29 octobre 2014 sur NBC / CTV Two
- Belgique : 1er octobre 2015 sur La Une
- Québec : 15 octobre 2015 sur Séries+
- Suisse : 3 janvier 2016 sur RTS Un
- France : 16 mars 2016 sur TF1

- États-Unis : 7,49 millions de téléspectateurs[25] (première diffusion)
- France : 2,074 millions de téléspectateurs[26] (première diffusion)

- Ned Eisenberg : Julius Sarkissian
- Peter Francis James : Titus Bosch
- Parisa Fritz-Henley : Bridget Michaels
- Quincy Chad : T.J. Cantrell

### Épisode 8:Savoir rester jeune
- États-Unis /  Canada : 5 novembre 2014 sur NBC / CTV Two
- Belgique : 1er octobre 2015 sur La Une
- Québec : 22 octobre 2015 sur Séries+
- Suisse : 10 janvier 2016 sur RTS Un
- France : 16 mars 2016 sur TF1

- États-Unis : 7,87 millions de téléspectateurs[27] (première diffusion)
- France : 1,464 million de téléspectateurs[26] (première diffusion)

- Brenda Strong : Margot Preston
- Kira Sternbach : Heidi Feld
- Geneva Carr : Danielle Bailey
- Mickey Solis : Ethan Bernard

### Épisode 9:Les Uns et les autres
- États-Unis /  Canada : 19 novembre 2014 sur NBC / CTV Two
- Belgique : 8 octobre 2015 sur La Une
- Québec : 29 octobre 2015 sur Séries+
- Suisse : 10 janvier 2016 sur RTS Un
- France : 16 mars 2016 sur TF1

- États-Unis : 8,61 millions de téléspectateurs[28] (première diffusion)
- France : 951 000 téléspectateurs[26] (première diffusion)

- Colin Donnell : Daniel Makorski
- Pej Vahdat : Kasib Al-Wazir
- Peter Jacobson : Russell
- Jacqueline Antaramian : Sahar Al-Wazir
- John Rothman : Pasteur Bob

### Épisode 10:Un bébé à tout prix
- États-Unis /  Canada : 10 décembre 2014 sur NBC / CTV Two
- Belgique : 8 octobre 2015 sur La Une
- Québec : 5 novembre 2015 sur Séries+
- Suisse : 17 janvier 2016 sur RTS Un
- France : 23 mars 2016 sur TF1

- États-Unis : 8,09 millions de téléspectateurs[29] (première diffusion)
- France : 2,312 millions de téléspectateurs[30] (première diffusion)

### Épisode 11:Meurtre en cuisine
- États-Unis /  Canada : 7 janvier 2015 sur NBC / CTV Two
- Belgique : 15 octobre 2015 sur La Une
- Québec : 12 novembre 2015 sur Séries+
- Suisse : 17 janvier 2016 sur RTS Un
- France : 23 mars 2016 sur TF1

- États-Unis : 6,81 millions de téléspectateurs[31] (première diffusion)
- France : 1,394 million de téléspectateurs[30] (première diffusion)

### Épisode 12:Pas de fumée sans feu
- États-Unis /  Canada : 14 janvier 2015 sur NBC / CTV Two
- Belgique : 15 octobre 2015 sur La Une
- Québec : 19 novembre 2015 sur Séries+
- Suisse : 24 janvier 2016 sur RTS Un
- France : 23 mars 2016 sur TF1

- États-Unis : 6,13 millions de téléspectateurs[32] (première diffusion)
- France : 894 000 téléspectateurs[30] (première diffusion)

- Anastasia Griffith : Angela Ryan

### Épisode 13:Un bon petit
- États-Unis /  Canada : 4 février 2015 sur NBC / CTV Two
- Belgique : 22 octobre 2015 sur La Une
- Québec : 26 novembre 2015 sur Séries+
- Suisse : 24 janvier 2016 sur RTS Un
- France : 30 mars 2016 sur TF1

- États-Unis : 6,37 millions de téléspectateurs[33] (première diffusion)
- France : 2,152 millions de téléspectateurs[34] (première diffusion)

### Épisode 14:Boxeur travesti
- États-Unis /  Canada : 11 février 2015 sur NBC / CTV Two
- Belgique : 22 octobre 2015 sur La Une
- Québec : 3 décembre 2015 sur Séries+
- Suisse : 31 janvier 2016 sur RTS Un
- France : 30 mars 2016 sur TF1

- États-Unis : 5,82 millions de téléspectateurs[35] (première diffusion)
- France : 1,398 million de téléspectateurs[34] (première diffusion)

- Kelly Rutherford : Lisa Hanlon
- Michelle Hurd : Donna McKinney

### Épisode 15:Il ne s'est rien passé!
- États-Unis /  Canada : 18 février 2015 sur NBC / CTV Two
- Belgique : 29 octobre 2015 sur La Une
- Québec : 10 décembre 2015 sur Séries+
- Suisse : 31 janvier 2016 sur RTS Un
- France : 24 mai 2016 sur TF1

- États-Unis : 5,86 millions de téléspectateurs[36] (première diffusion)
- France : 3,896 millions de téléspectateurs[37] (première diffusion)

- Paulina Porizkova : Charlotte Bernice

### Épisode 16:Un ex charmant
- États-Unis /  Canada : 25 février 2015 sur NBC / CTV Two
- Belgique : 29 octobre 2015 sur La Une
- Québec : 17 décembre 2015 sur Séries+
- Suisse : 7 février 2016 sur RTS Un
- France : 24 mai 2016 sur TF1

- États-Unis : 7,63 millions de téléspectateurs[38] (première diffusion)
- France : 3,26 millions de téléspectateurs[37] (première diffusion)

- Eric McCormack : Andrew Devlin
- Aimee Mullins : Connie Baker

### Épisode 17:Un ami empoisonnant
- États-Unis /  Canada : 25 mars 2015 sur NBC / CTV Two
- Belgique : 5 novembre 2015 sur La Une
- Québec : 7 janvier 2016 sur Séries+
- Suisse : 7 février 2016 sur RTS Un
- France : 24 mai 2016 sur TF1

- États-Unis : 6,42 millions de téléspectateurs[39] (première diffusion)
- France : 2,74 millions de téléspectateurs[37] (première diffusion)

### Épisode 18:Le Marin noyé
- États-Unis /  Canada : 1er avril 2015 sur NBC / CTV Two
- Belgique : 5 novembre 2015 sur La Une
- Québec : 14 janvier 2016 sur Séries+
- Suisse : 14 février 2016 sur RTS Un
- France : 31 mai 2016 sur TF1

- États-Unis : 6,19 millions de téléspectateurs[40] (première diffusion)
- France : 3,746 millions de téléspectateurs[41] (première diffusion)

### Épisode 19:De grandes espérances
- États-Unis /  Canada : 22 avril 2015 sur NBC / CTV Two
- Belgique : 12 novembre 2015 sur La Une
- Québec : 21 janvier 2016 sur Séries+
- Suisse : 14 février 2016 sur RTS Un
- France : 31 mai 2016 sur TF1

- États-Unis : 6,41 millions de téléspectateurs[42] (première diffusion)
- France : 3,19 millions de téléspectateurs[41] (première diffusion)

### Épisode 20:La Fête est finie
- États-Unis /  Canada : 6 mai 2015 sur NBC / CTV Two
- Belgique : 12 novembre 2015 sur La Une
- Québec : 28 janvier 2016 sur Séries+
- Suisse : 21 février 2016 sur RTS Un
- France : 31 mai 2016 sur TF1

- États-Unis : 6,04 millions de téléspectateurs[43] (première diffusion)
- France : 2,53 millions de téléspectateurs[41] (première diffusion)

- Janel Parrish : Jillian Havenmeyer
- Frankie Muniz : Lui-même

### Épisode 21:Meurtre au bal
- États-Unis /  Canada : 13 mai 2015 sur NBC / CTV Two
- Belgique : 19 novembre 2015 sur La Une
- Québec : 4 février 2016 sur Séries+
- Suisse : 21 février 2016 sur RTS Un
- France : 7 juin 2016 sur TF1

- États-Unis : 6,17 millions de téléspectateurs[44] (première diffusion)
- France : 3,463 millions de téléspectateurs[45] (première diffusion)

- Melissa Joan Hart : KC Moss

### Épisode 22:Cas de conscience
- États-Unis /  Canada : 20 mai 2015 sur NBC / CTV Two
- Belgique : 19 novembre 2015 sur La Une
- Québec : 11 février 2016 sur Séries+
- Suisse : 28 février 2016 sur RTS Un
- France : 7 juin 2016 sur TF1

- États-Unis : 7,05 millions de téléspectateurs[46] (première diffusion)
- France : 3,07 millions de téléspectateurs[45] (première diffusion)